# 明安圖

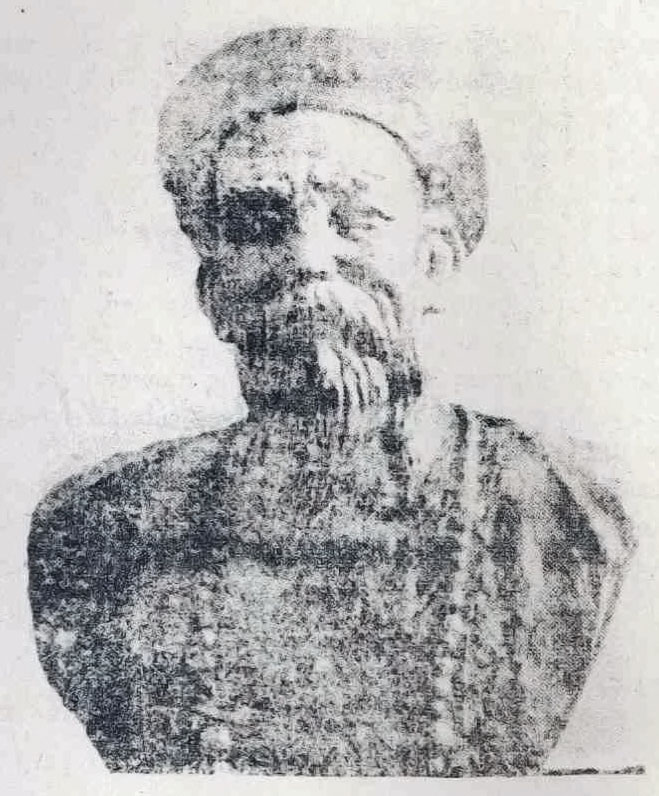
明安图

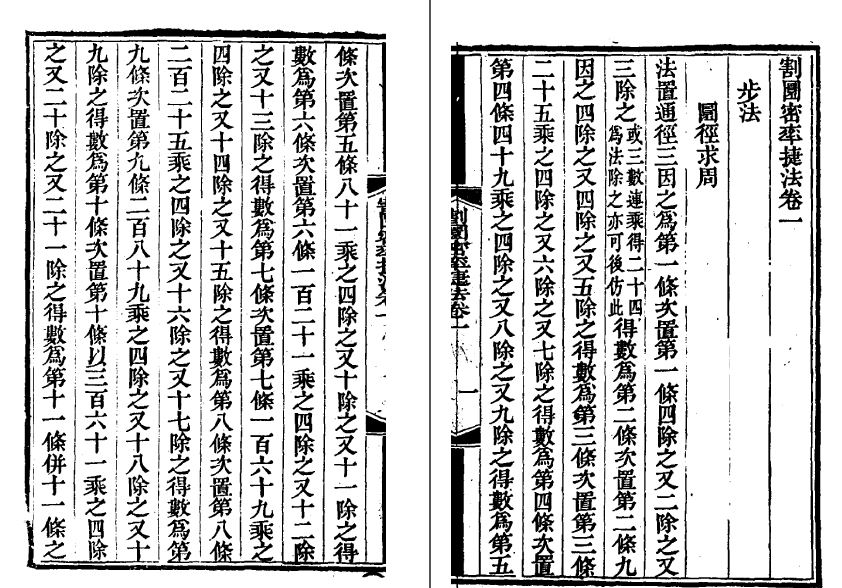
《割圜密率捷法》卷一书影

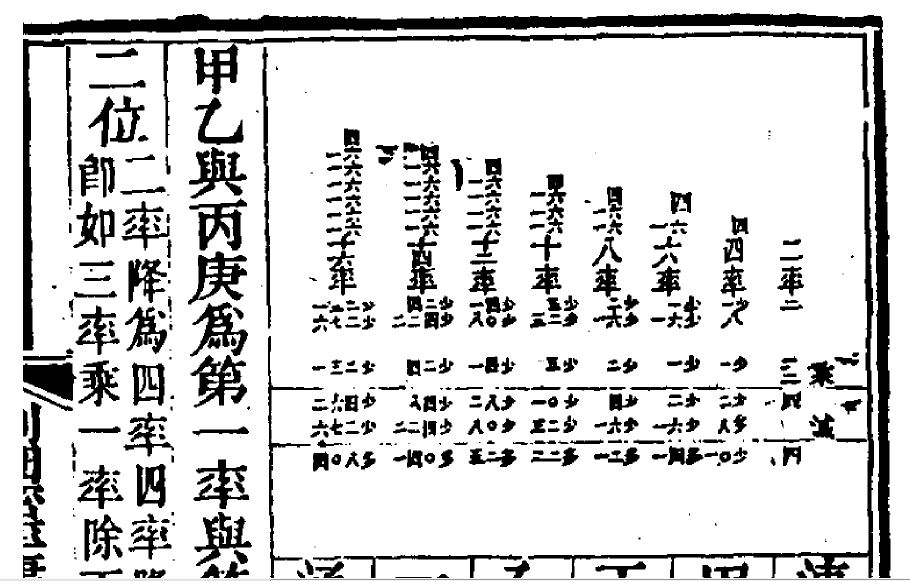
明安图《割圜密率捷法》卷三 “卡塔兰数”书影

明安圖（穆麟德轉寫：minggantu；1692年—1763年），字靜庵，亦那木都魯氏，蒙古正白旗人。清朝天文學家、數學家。家乡在今内蒙古自治区锡林郭勒盟正镶白旗明安图镇。
青年時期的明安圖被選入欽天監為官學生，學習天文、曆法和數學，他跟随康熙帝在皇宫听西方传教士讲授测量、天文、数学。又從法國人杜德美學習艾薩克·牛頓的三個無窮級數展開式。康熙五十一年（1712年），隨康熙皇帝往承德避暑山莊，回答科學問題。乾隆二十一年（1756年）、二十四年（1759年），兩次赴新疆測繪地圖，完成天山北路、南路的测绘。他以科学方法进行地理测绘，获得大量有关山川、道里、气候等地理资料，成为绘制《乾隆内府舆图》新疆部分、《皇舆西域图志》的重要依据。
康熙六十年，任欽天監时宪科五官正。他对天文、历法、气象进行也讲求实地观测，每年将汉文本的《时宪书》译成蒙古文，清廷颁行，供蒙古使用。又參加了《律曆淵源》的編撰工作，将积累的考测资料编入该书《历象考成》部分。雍正八年（1730年），修订编出《日躔月离表》。乾隆二年（1737年）參加編修《曆象考成後編》十卷。至乾隆七年（1742年），完成，反映了中西天文历象科学的新成果，成为清代编制历法的依据，从乾隆九年至十七年，参加《仪象考成》一书的推算工作。乾隆二十四年（1759年），升任欽天監監正，掌管钦天监工作。卒於乾隆二十八年（1763年，一说乾隆三十年）。在数学方面，以中国传统的数学，结合西方数学的成果，他有一本數學名著《割圜密率捷法》四卷，是研究三角函數的重要書籍。明安图在书中最早发现卡塔兰数。他论证了三角函数级数展开式和圆周率的无穷级数表示式等九个公式，成功地解析了九个求圆周率的公式。明安图因病书未成即去世。后由其子明新、学生陈际新续成，1774年出版。此书在清代数学界被誉为“明氏新法”。
2002年5月26日，在明安图的家乡明安图镇举办“明安图的科学贡献”研讨会，有五百多位学者和二万当地居民参加，会上宣布将第28242号小行星命名为明安图 。

## 延伸阅读
[在维基数据编辑]
 《清史稿·卷506》，出自趙爾巽《清史稿》